# 七日地獄
《七日地獄》（英語：7 Days in Hell），是一部以搞笑方式拍攝的仿紀錄片，由傑克·沙曼斯基執導，安迪·山伯格、基特·哈靈頓、瑪麗·史汀柏格與凱倫·吉蘭主演。故事原型取自網球史上最長的比賽，2010年溫布頓網球錦標賽的伊斯內爾對馬俞。2015年7月8日在HBO Now、7月11日在HBO上首播。

## 故事
亞倫·威廉絲，網壇的明日之星，原本是孤兒，後被美國傳奇網球教練理察·威廉絲收養，與美國網球名將大威廉絲、小威廉絲一起成長、受訓。由於成為職業選手後經常與知名魔術師大衛·考柏菲、歌手洛·史都華一起嘗試一些危險動作，因此被稱為網壇「壞小子」（bad boy）。1996年，溫布頓網球錦標賽決賽，亞倫的一顆發球意外擊中一位邊審，對方當場心臟病發身亡，情緒受到嚴重影響的亞倫隨後接連失誤，與冠軍失之交臂。賽後頒獎台上，亞倫情緒失控，推倒了頒獎的肯特公爵衝下頒獎台，從此消失於網壇。離開網壇的亞倫轉戰時尚界，設計男用內褲，但是成績不好還害客人受傷，沒錢繳交罰款的亞倫只好選擇入獄服刑。
查爾斯·普爾，網球神童，但是其本人對網球沒有甚麼興趣，被母親強行送上賽場的，他被送進一所職業學校加強培訓，並考了卡車駕照。雖然身體素質很好，但是查爾斯的情商不佳，還經常被其母以「輸了比賽就不愛你囉」方式情緒勒索。在成為職業選手前，他以史上最年輕職業網球選手的身分登上了卡斯提爾·溫特主持的老牌脫口秀節目，並在節目上透漏他的偶像是亞倫·威廉絲。
2001年，溫布頓網球錦標賽開賽前兩周，查爾斯接受記者專訪，記者詢問查爾斯是否自認比亞倫更強，他毫不猶豫地回答了「是」。消息傳到正在瑞典坐牢的亞倫耳裡，他憤而越獄，以外卡身分報名參賽。由肯特公爵領導的全英草地網球和門球俱樂部本欲拒絕，但是委員愛德華·布丁特別批准了他的報名，因為愛德華認為兩人的對決會是很好的噱頭。
比賽前一晚，查爾斯在旅館內接到英國女王伊莉莎白二世的關切電話，告訴他「要贏」。
比賽第一天，查爾斯順利以6比0拿下第一盤，但是在第二盤開始前，場地附近出現雷爆，比賽被迫暫停。第二天，異常「振奮」的亞倫接連拿下第二、第三盤，觀賽的愛德華對記者表示亞倫應該使用了禁藥，但是基於英國人的紳士禮儀，沒有人會去揭穿。比賽繼續進行，查爾斯拿下了第四盤，第五盤開賽不久後因為天黑暫停。當晚，查爾斯接到了女王的關切電話，而他的旅館房間似乎被甚麼人破壞了。
比賽第三天，兩人都不願意放棄，激戰八小時之後依然平手，比賽因為天黑再次暫停。查爾斯又接到了女王的電話，女王表達了明顯的不滿與隱含的威脅。第四天，就在查爾斯即將贏的比賽得當下，一位女球迷全裸跑進了球場內，亞倫試圖攔截她，但是最後與她在球場上當場發生了關係。完事後，又一名男性裸奔者跑進場內，亞倫也與他發生關係，三個人就直接在場上「大戰」直到天黑比賽暫停。
第五天賽前，亞倫召開了記者會，首先他拒絕為昨天的「事件」道歉，接著又突然爆料他的生父是英國知名歌手英格伯·漢普汀克，並聲稱他要把勝利獻給英國人民。美國網球名將約翰·馬克安諾受訪表示這是不錯的策略，因為儘管所有人都知道這件事八成是捏造的，但是查爾斯的心情難免會受影響。這一天兩人再次戰成平手，回到旅館的查爾斯被女王堵在電梯裡面痛毆，他向母親求助，但是其母依然只會以「輸了比賽就不愛你囉」的方式繼續威脅。
比賽第六天賽前，查爾斯開著一輛卡車衝撞了亞倫並逃跑，因為亞倫堅持出賽，在醫院緊急處理後他只能一隻手打球。而當天的比賽發生了一件奇怪的意外，在查爾斯第一次發球時，知名魔術師大衛·考柏菲突然出現在查爾斯的肩膀上，因為規則完全沒有這方面的規定，因此沒有人被追究責任，大衛則宣稱這是一件意外，他應該要出現在自由女神的肩膀上，部分球評將這件事稱為「體育史上最大的諷刺」。查爾斯明顯受到這件事影響，儘管對手只剩下一隻手，他依然沒能拿下比賽。
第七天賽前，雙方聯合召開記者會，一位記者告訴查爾斯，他的前女友莉莉·奧斯沃與亞倫拍攝的性愛影片流出（儘管影片中亞倫因為不舉而十分尷尬），查爾斯憤而攻擊亞倫，雙方隨行人員撲上來制止，拉扯中竟意外扯下了亞倫的假髮，暴露出他居然是個禿頭的事實。雙方在隨行人員的壓制下冷靜了下來，選擇賽後循法律途徑解決這件事。開賽後，英國女王無預警地出現在場中施壓，關係本來就緊張的兩位球員情緒突破臨界點，當場在場中以球拍互毆，場邊保安本來要衝進賽場制止，但是全部都被女王阻止了，她稱「讓球員戰鬥吧」。比賽的最後，兩人雙雙倒地，不省人事。

## 演員
- 安迪·山伯格飾 亞倫·威廉絲（ Aaron Williams）：曾經的網球明日之星，但是在意外殺死裁判與失去溫網冠軍的雙重壓力下離開網壇。曾長時間沉溺在毒品與色情之中，力圖通過2001年的溫網重整聲勢。
- 基特·哈靈頓飾 查爾斯·普爾（ Charles Poole）：網球神童，史上最年輕的職業網球選手。
- 瑪麗·史汀柏格飾 露易莎·普爾（ Louisa Poole）：查爾斯的母親，強迫查爾斯盡早成為職業選手以撈金。
- 凱倫·吉蘭飾 莉莉·奧斯沃（Lily Allsworth）：查爾斯的前女友，超級名模。
- 莉娜·丹恩飾 蘭妮·丹佛（Lanny Denver）：美國知名服裝品牌JORDACHE（英语：JORDACHE）的前總裁。
- 威爾·福爾特飾 桑迪·皮卡德（Sandy Pickard）：亞倫的自傳作家。
- 朱恩·斯奎布飾 英國女王伊莉莎白二世
- 豪伊·曼德爾飾 肯特公爵愛德華親王：全英草地網球和門球俱樂部總裁。
- 麥可·辛飾 卡斯提爾·溫特（Caspian Wint）：英國體育記者，脫口秀節目主持人。
- 弗雷德·阿米森飾 愛德華·布丁（Edward Pudding）：全英草地網球和門球俱樂部前總裁，現任委員會成員。
- 小威廉絲飾 她自己：亞倫·威廉絲的姐姐（虛構），也是知名網球選手。

旁白由喬·漢姆擔任，另外大衛·考柏菲、克里斯·艾芙特、約翰·馬克安諾與吉米·萊布利等網壇名人均在片中客串自己，以受訪者的身分出場。

## 評價
爛番茄基於20條評論給予80%的新鮮度，平均評分為7 / 10。